# Trullets (Algerri)
Els Trullets és una obra d'Algerri (Noguera) protegida com a bé cultural d'interès local.

## Descripció
Els trullets són un tipus de construccions excavades a la roca que defineixen una mena de coves. Es troben emplaçats al llarg dels dos barrancs principals que s'ajunten als afores de la població. Són disposats en fileres tot seguint l'orografia del terreny i se'n conserven un total de 26 -formant grups de 10, 11 i 5-. Aquests espais servien per emmagatzemar el vi, per això la seva estructura segueix sempre un mateix patró. Es componen de dues parts: una cisterna -amb capacitat entre 2000 i 2500 litres- a la part superior i un punt de sortida a l'inferior, comunicats sempre per un conducte circular. La planta pot tenir forma rectangular, quadrada o bé circular. Les parets, la base i el sostre són recoberts per una capa gruixuda formada per guix cristal·litzat, sorra, cendra i mica. Tot això barrejat amb aigua. La coberta és de volta de canó pel que fa a les dues cambres. L'estat de conservació no és massa bo, ja que avui en dia aquestes edificacions estan en desús.

## Història
La primera referència documental dels trullets la trobem en un capbreu dels monjos de Poblet del 1640. Podria ser que ja n'hi hagués a partir de mitjan segle xvi, pero no se sap del cert.
Situació dels trullets d'Algerri:
- Al camí del cementiri UTM X-303756,70 Y-4632574,16[1]

- En direcció a la Garriga UTM X-304132,5 Y-4632735,22[1]

- A la sortida del poble, també en direcció a la Garriga cap al nord X-304051,97 Y-463256,66[1]